# Maseni protok
Maseni protok je masa fluida koja prolazi neku točku u jedinici vremena (kg/s). Maseni protok se može odrediti kao:
{\displaystyle {\dot {m}}={\frac {\Delta m}{\Delta t}}}
gdje je:
- {\displaystyle {\dot {m}}} - maseni protok (kg/s),
- Δm – promjena mase koja struji kroz neki prostor (npr. u unutrašnjosti cijevi) (kg),
- Δt - vrijeme trajanja toka fluida koji teče kroz neki presjek (s).

Maseni protok u cijevi je određen limesom omjera mase tekućine koja protječe kroz presjek cijevi u intervalu vremena kada interval postaje beskonačno mali:
{\displaystyle {\dot {m}}={\frac {{\rm {d}}m}{{\rm {d}}t}}}
Maseni protok se može odrediti i kao:
{\displaystyle {\dot {m}}=\rho \mathbf {v} \cdot \mathbf {A} =\rho Q=\mathbf {j} _{\rm {m}}\cdot \mathbf {A} }
gdje je:
- ρ - gustoća fluida (kg/m3),
- v – brzina fluida u cijevi (m/s),
- A – presjek cijevi (m2),
- Q - volumni protok (m3/s),
- jm - maseni fluks.

## Volumni protok
Volumni protok ili volumetrijski protok je fizikalna veličina koja određuje obujam (volumen) fluida koji prolazi neku točku u jedinici vremena (m3/s). Protok je jedna od osnovnih fizikalnih veličina koja se mjeri u industrijskom pogonu. Mjerenjem protoka određuju se energetske i materijalne bilance na osnovu kojih se određuje produktivnost procesa proizvodnje. Istovremeno protok je najčešće i osnovna veličina čijom se promjenom upravlja procesom proizvodnje. Mjerenje protoka kapljevina, plinova, višefaznih tekućina i suspenzija je složeno, podložno je brojnim pogreškama, i zato je razvijen je veliki broj različitih mjernih postupka u svrhu preciznog i pouzdanog mjerenja.
Volumni protok se određuje kao:
{\displaystyle Q={\frac {\Delta V}{\Delta t}}} .
gdje je:
- Q - volumni protok (m3/s),
- ΔV - promjena obujma fluida (m3), koji teče kroz neki presjek (npr. cijevi), ,
- Δt - vrijeme trajanja toka fluida koji teče kroz neki presjek (s).